# Olympische Sommerspiele 1924/Teilnehmer (Bulgarien)
| Gelbes Symbol für Goldmedaillen mit stilisierten Olympischen Ringen | Graues Symbol für Silbermedaillen mit stilisierten Olympischen Ringen | Braundes Symbol für Bronzemedaillen mit stilisierten Olympischen Ringen |
| ------------------------------------------------------------------- | --------------------------------------------------------------------- | ----------------------------------------------------------------------- |
| —                                                                   | —                                                                     | —                                                                       |

Bulgarien nahm an den Olympischen Sommerspielen 1924 in Paris, Frankreich, mit einer Delegation von 24 Sportlern (allesamt Männer) teil.

## Teilnehmer nach Sportarten

### Fußball
- Herrenteam
9. Platz

- Kader
Aleksandar Christow
Boris Bonow
Dimitar Mutaftschiew
Geno Mateew
Iwan Radoew
Christo Mazinkow
Kiril Jowowitsch
Nikola Mutaftschiew
Petar Iwanow
Simeon Jankow
Todor Wladimirow

### Leichtathletik
- Kiril Petrunow
400 Meter: Vorläufe
Weitsprung: 26. Platz
Dreisprung: 18. Platz

- Ljuben Karastojanow
1500 Meter: Vorläufe

- Anton Zwetanow
10.000 Meter: DNF

- Wassil Wenkow
10.000 Meter: DNF

### Radsport
- Georgi Abadschiew
Straßenrennen, Einzel: 53. Platz
Straßenrennen, Mannschaft: Kein Ergebnis

- Michail Klajnerow
Straßenrennen, Einzel: 57. Platz
Straßenrennen, Mannschaft: Kein Ergebnis

- Michail Georgiew
Straßenrennen, Einzel: DNF
Straßenrennen, Mannschaft: Kein Ergebnis

- Atanas Atanassow
Straßenrennen, Einzel: DNF
Straßenrennen, Mannschaft: Kein Ergebnis

- Boris Dimtschew
Sprint: 1. Runde

- Prodan Georgiew
50 Kilometer: DNF

- Borislaw Stojanow
50 Kilometer: DNF

### Reiten
- Wladimir Stojtschew
Dressur, Einzel: 17. Platz
Vielseitigkeit, Einzel: 31. Platz

- Krum Lekarski
Vielseitigkeit, Einzel: DNF